# Маленово
Маленово (болг. Маленово) — село в Болгарии. Находится в Ямболской области, входит в общину Стралджа. Население составляет 332 человека.

## Политическая ситуация
В местном кметстве Маленово, в состав которого входит Маленово, должность кмета (старосты) исполняет Живка Иванова Кичукова (Болгарская социалистическая партия (БСП)) по результатам выборов правления кметства.
Кмет (мэр) общины Стралджа — Митко Панайотов Андонов (Болгарская социалистическая партия (БСП)) по результатам выборов в правление общины.